# Hanne Hauglandová
Hanne Hauglandová (* 14. prosince 1967, Haugesund) je bývalá norská atletka, mistryně světa ve skoku do výšky.

## Kariéra
Je pětinásobnou účastnící mistrovství světa. Poprvé se zúčastnila světového šampionátu v Římě v roce 1987, kde mj. skočila Bulharka Stefka Kostadinovová dosud platný světový rekord 209 cm. Její cesta zde skončila v kvalifikaci. V roce 1995 na MS v Göteborgu se umístila za výkon 196 cm na celkovém šestém místě. Titul mistryně světa získala o dva roky později v Athénách, kde jako jediná překonala laťku ve výšce 199 cm až čtvrtým pokusem. Ruska Olga Kaliturinová a Ukrajinka Inga Babakovová se podělily o stříbro. V roce 1997 vybojovala výkonem 200 cm bronzovou medaili na halovém MS v Paříži.
V roce 1989 získala stříbrnou medaili na halovém ME v nizozemském Haagu, kde prohrála jen s tehdy rumunskou výškařkou Galinou Astafeiovou. Blízko zisku bronzové medaile byla na halovém ME 1990 ve skotském Glasgow, kde skončila čtvrtá a na evropském šampionátu v Helsinkách v roce 1994, kde vinou horšího technického zápisu skončila na 5. místě.
Dvakrát reprezentovala Norsko na letních olympijských hrách. V roce 1996 v Atlantě skončila na 9. místě, když jako poslední výšku překonala napoprvé 196 cm. Svoji atletickou kariéru ukončila po olympiádě v Sydney v roce 2000, kde neprošla sítem v kvalifikace.

## Soukromý život
Pochází ze sportovní rodiny. Její otec Terje Haugland se věnoval skoku do dálky a dědeček Eugen Haugland byl trojskokan, který na evropském šampionátu v Oslu v roce 1946 obsadil 4. místo. Její manžel Håkon Särnblom se kdysi rovněž věnoval skoku do výšky, na ME v atletice 1994 skončil čtvrtý.

## Osobní rekordy
- hala – 200 cm – 17. února 1995, Spała - (národní rekord)
- venku – 201 cm – 13. srpna 1997, Curych - (národní rekord)

## Domácí tituly
- skok do výšky (hala) – (9x – 1987, 1988, 1989, 1990, 1991, 1992, 1993, 1994, 1995)
- skok do výšky (venku) – (12x – 1986, 1987, 1989, 1990, 1992, 1993, 1994, 1995, 1996, 1997, 1999, 2000)
- skok daleký (venku) – (3x – 1989, 1990, 1995)
- trojskok (venku) – (1x – 1994)